# Shirley Eaton
Shirley Eaton (ur. 12 stycznia 1937 w Londynie) – brytyjska aktorka.
Ma 178 centymetrów wzrostu. 

## Kariera
Jej aktorska kariera rozpoczęła się kiedy była jeszcze nastolatką. Występowała wówczas w serialu komediowym realizowanym dla BBC i zatytułowanym „Parent-Craft” (1951).
W filmach zadebiutowała kilka lat później, kiedy wystąpiła w takich produkcjach jak: „Three Men In A Boat” (1956), „Date with Disaster” (1957), „Life Is a Circus” (1958) czy „The Girl Hunters” (1963). Pojawiła się również w kilku komediach: „Sailor Beware!” (1956), „Carry On Nurse” (1959) i „Eight on the Lam” (1967).
Jednak niewątpliwie rolą, dzięki której zapisała się do historii kina jest rola Jill Masterson w filmie o agencie 007 „Goldfinger”. Grała tam kobietę, której ciało zostało pokryte złotem. Pojawiła się nawet na okładce magazynu Life w takiej pozie i charakteryzacji jak w filmie.
W późnych latach 60. po nakręceniu filmu „The Girl from Rio” wycofała się z aktorstwa. Poświęciła się wówczas wychowaniu dwójki swoich dzieci. W 2003 pojawiła się w serialu dokumentalnym Pogromcy mitów. Sprawdzano czy pomalowanie całego ciała może być śmiertelne. Zdementowano wówczas pogłoski jakoby miała nie przeżyć. Obecnie aktorka jest wdową, nie występuje w produkcjach, ale pojawia się czasami na oficjalnych uroczystościach filmowych.

## Książki
W 2000 opublikowała autobiografię zatytułowaną „Golden Girl”.